# أنت عارف ليه (أغنية)
أنت عارف ليه هي أول أغنية وفيديو كليب للمطربة المصرية روبي عرضت في2003 وحققت الأغنية نجاحا باهرا.